# محافظة بيلا
بيلا هي محافظة غينية تقع في إقليم نزيريكوري وعاصمتها هي بيلا. تبلغ مساحة المحافظة 13612 كيلومتر مربع ويقدر عدد سكانها بـ 326082 نسمة.

## المحافظات الفرعية
تنقسم المحافظة إدارياً إلى 14 محافظة فرعية :
1. بيلا
2. بولا
3. ديارا غيريلا  [لغات أخرى]‏
4. دياسودو
5. فواله
6. غباكادو
7. غبيسوبا
8. كرلا
9. كوماندو
10. موسادو
11. نيونسمريدو
12. سمانا
13. سينكو
14. سكورالا